# Ford A (1903)
Ne doit pas être confondu avec Ford A (1927).
Pour les articles homonymes, voir Ford (homonymie) et Ford A.
La Ford A  ou Model A est la première automobile commercialisée par Ford, construite à 1 750 exemplaires entre 1903 et 1904.

## Historique

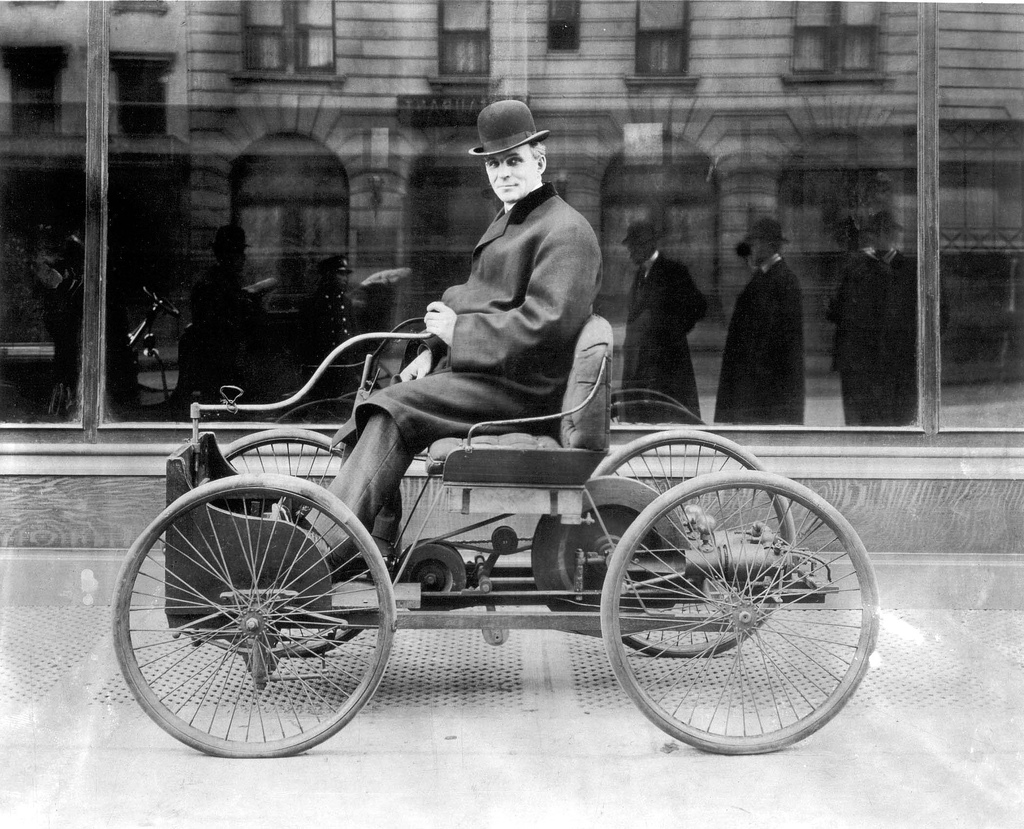
Henry Ford aux commandes de sa première Ford Quadricycle, présentée le 4 juin 1896

Henry Ford (1863-1947) commence sa carrière industrielle en 1891 chez General Electric de Thomas Edison à Détroit, comme ingénieur mécanicien en chef autodidacte. Le 4 juin 1896 (âgé de 32 ans) il présente avec succès son premier prototype d'automobile Ford Quadricycle qu'il a conçu lui-même dans l'atelier de son domicile du 58 avenue Bagley de Detroit. Motorisé par un moteur 2 cylindres à éthanol pur de 4 chevaux, refroidi par eau, avec boite de vitesses de deux rapports, pour 32 km/h de vitesse de pointe (exposé depuis au musée The Henry Ford de Détroit. Les premiers Moteur Daimler Type P allemands de 1887, équipent les premières Panhard & Levassor Type A de 1890...).
Après avoir fondé sa première industrie de construction automobile Detroit Automobile Company le 5 août 1899 (qui devient Henry Ford Company en 1901), et remporté un vif succès médiatique aux États-Unis en remportant la course automobile du circuit de Grosse-Pointe (Grand Prix automobile de Détroit) avec sa Ford 999 pilotée par Barney Oldfield, il fonde le 16 juin 1903 son actuelle industrie Ford Motor Company, dans une ancienne fabrique de fiacres de Détroit.

## Ford A (1903-1904)
La Ford A de 1903-1904 (ou T33, ou Fordmobile, ou Daisy) est le premier modèle de série construit par Ford. Ernest Pfennig, un dentiste de Chicago, est devenu le premier propriétaire d'une modèle A le 23 juillet 1903; Cette petite berline bon marché est commercialisée avec succès à 1750 exemplaires de 1903 à 1904 pendant l'occupation par Ford de sa première installation : l'usine Ford de Mack Avenue, un modeste bâtiment à ossature en bois loué dans Detroit East Side. La Model A a été remplacée par la Ford Model C en 1904 avec un certain chevauchement des ventes.

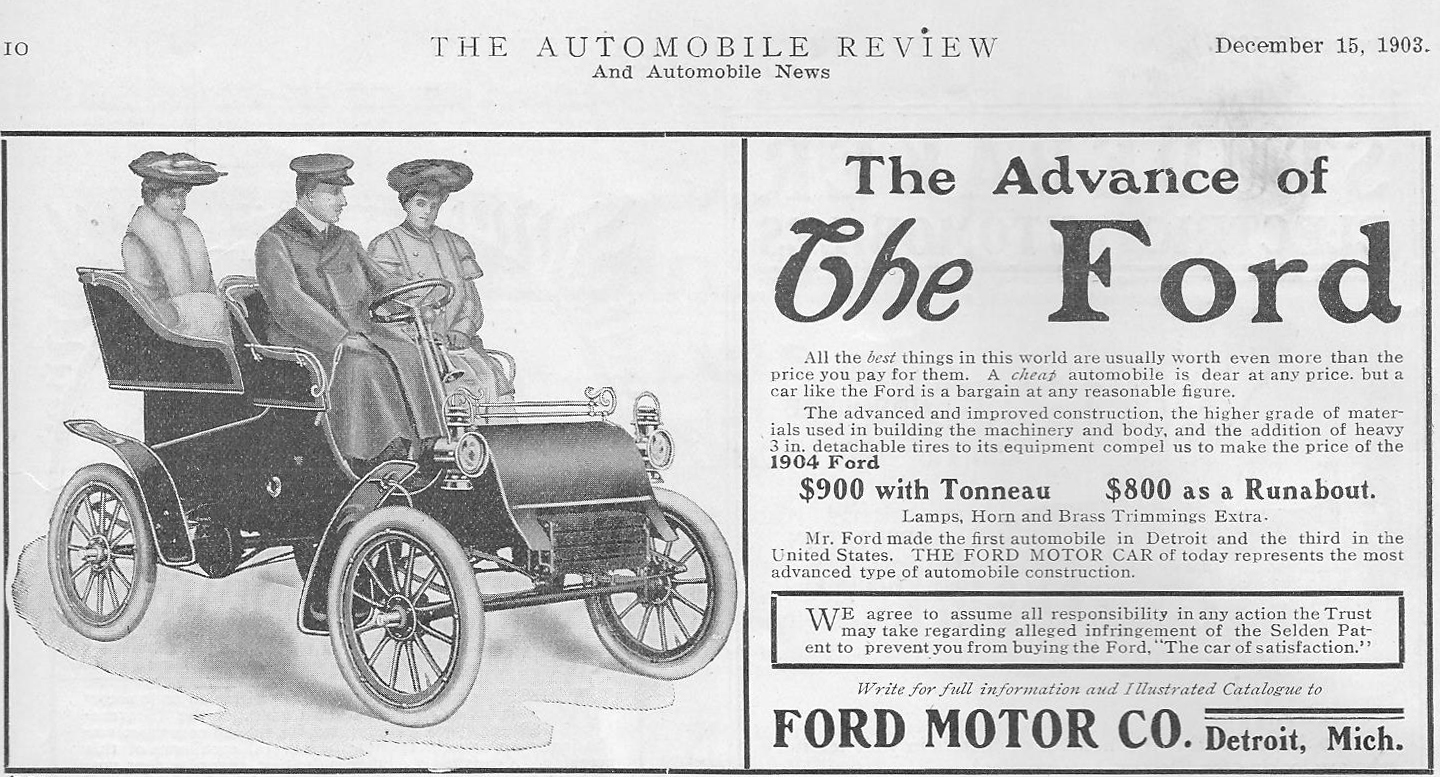
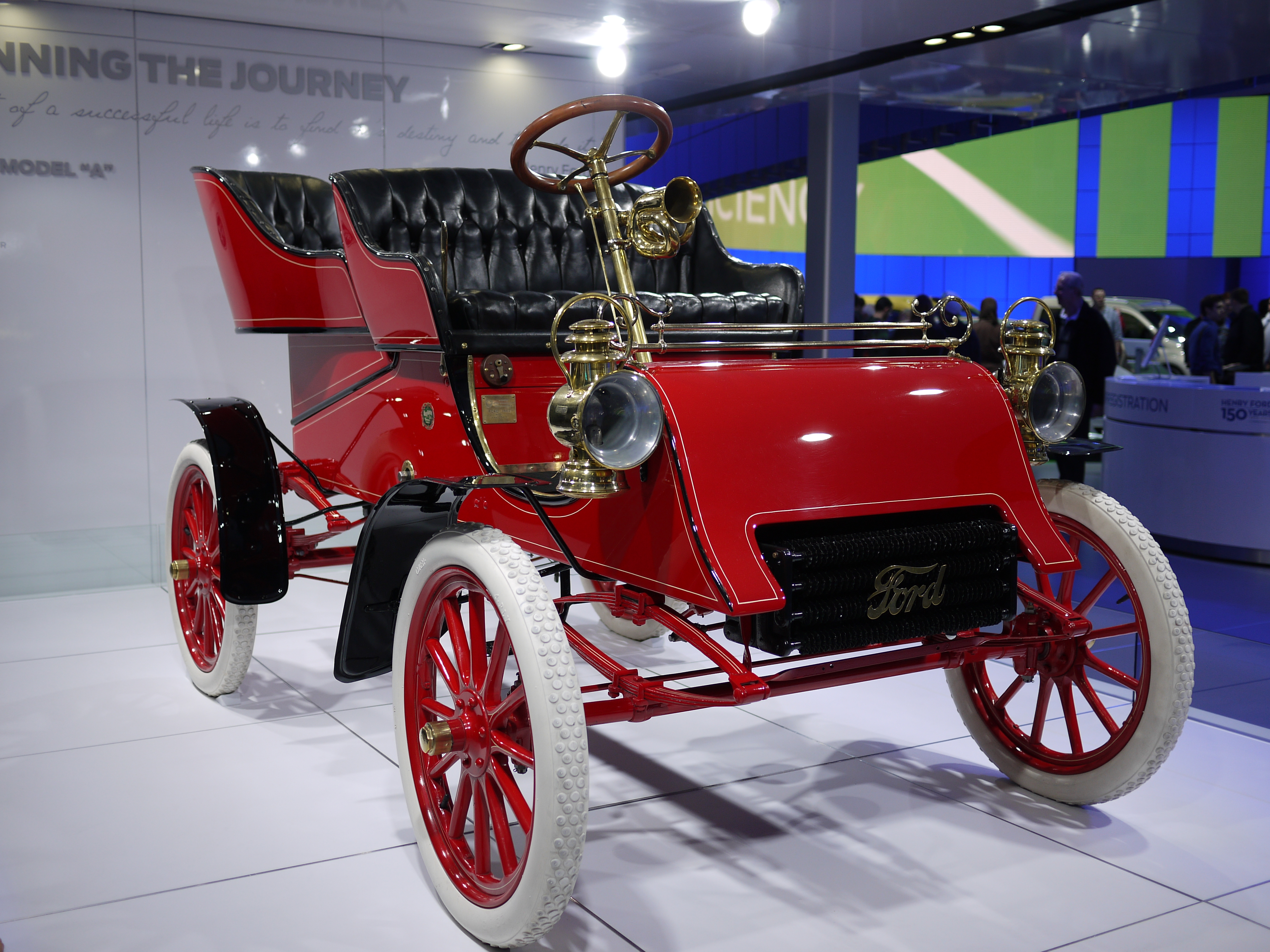
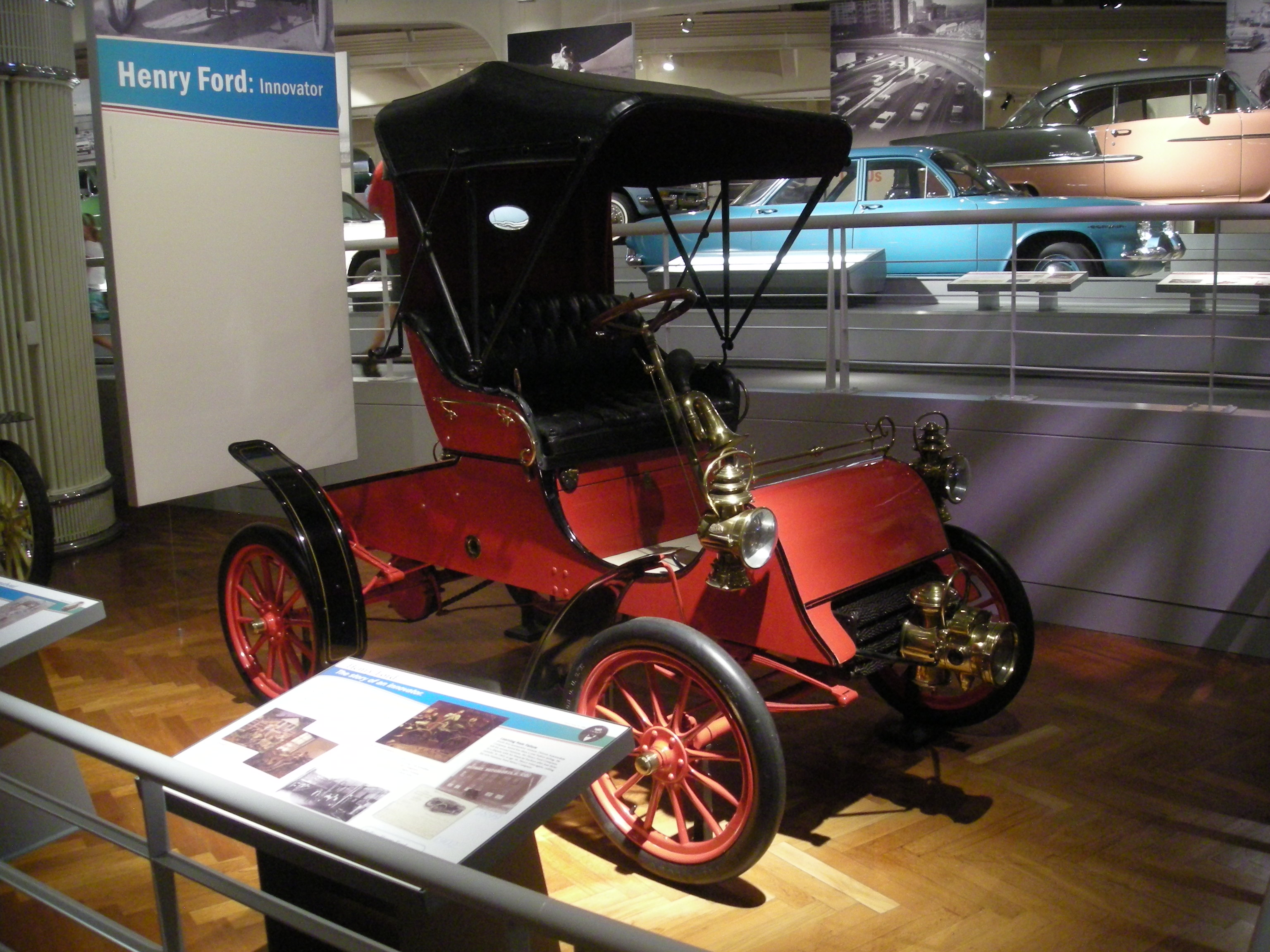

La voiture coûtait 800 ou 900 dollars de l'époque, avec un choix de deux carrosseries : deux places runabout, ou quatre places tonneau, avec capote en option. Elle est motorisée par un moteur 2 cylindres à plat de 1,6 L de 8 ch (6 kW) fabriqué par les frères John et Horace Dodge (vice-présidents associés de Ford, puis PDG fondateurs de Dodge en 1914).. Elle était équipée d'une transmission planétaire à deux vitesses avant et arrière, une signature de Ford. Elle avait un empattement de 72 pouces (1,8 m) et se vendait pour un prix de base de 750 $ US. Les options comprenaient un tonneau arrière avec deux sièges et une porte arrière pour 100 $, un toit en caoutchouc pour 30 $ ou un toit en cuir pour 50 $. Des freins à bande ont été utilisés sur les roues arrière,. Cependant, elle était 150 $ plus cher que sa concurrente la plus directe, l'Oldsmobile Curved Dash, elle ne s'est donc pas aussi bien vendue.
La société avait dépensé la quasi-totalité de ses 28 000 $ de fonds d'investissement initial avec seulement 223,65 $ sur son compte bancaire lorsque la première Model A a été vendue. Le succès de ce modèle de voiture a généré un profit pour la Ford Motor Company, la première entreprise prospère d'Henry Ford.
Bien que Ford ait annoncé la Model A comme «la machine la plus fiable au monde», elle souffrait de nombreux problèmes communs aux véhicules de l'époque, notamment la surchauffe et le glissement des bandes de transmission. La Model A était uniquement vendue d'usine en rouge, bien que certaines aient ensuite été repeintes dans d'autres couleurs.
Principale concurrente des Oldsmobile Curved Dash, les Ford B, Ford C, Ford F... (ainsi qu'un modèle Ford AC avec un moteur plus puissant de Ford C) lui succèdent à partir de 1904.
En 1908 les Ford T remportent un immense succès industriel et commercial international, avec plus de quinze millions d'exemplaires fabriqués selon la méthode de travail de production industrielle à la chaîne Fordisme, inspirée du Taylorisme.

### Ford Model AC
Les Model A de 1904 étaient équipées du plus gros moteur de 10 chevaux de la Model C et étaient vendues sous le nom de Model AC. La Model AC se distingue visuellement de la Model A par son plus grand radiateur à six barres sur trois.

## Ford A (1927-1931)
En 1909, Ford remplace l'ensemble de ses modèles au profit des seules Ford T produites avec diverses variations jusqu'en 1927. Sous l'impulsion d'Edsel Ford, elles seront remplacées par les nouvelles Model A en 1928. Ce modèle entièrement nouveau, plus valorisant et mieux fini que la Model T, sera produit jusqu'à la fin de l'année-modèle 1931.